# Satchurated: Live in Montreal
Satchurated: Live in Montreal je koncertní album a koncertní film Joe Satrianiho. Album vyšlo v dubnu 2012.

## Seznam skladeb
Autorem všech skladeb je Joe Satriani.
| Disk 1 | Disk 1                                | Disk 1 |
| Pořadí | Název                                 | Délka  |
| ------ | ------------------------------------- | ------ |
| 1.     | Ice 9                                 | 5:14   |
| 2.     | Hordes of Locusts                     | 4:54   |
| 3.     | Flying In a Blue Dream                | 6:32   |
| 4.     | Light Years Away                      | 6:26   |
| 5.     | Memories                              | 8:56   |
| 6.     | War                                   | 6:32   |
| 7.     | Premonition                           | 4:26   |
| 8.     | Satch Boogie                          | 4:57   |
| 9.     | Revelation                            | 7:47   |
| 10.    | Pyrrhic Victoria                      | 5:15   |
| 11.    | Crystal Planet                        | 5:42   |
| 12.    | The Mystical Potato Head Groove Thing | 6:51   |
| 13.    | Dream Song                            | 4:57   |

| Disk 2 | Disk 2                          | Disk 2 |
| Pořadí | Název                           | Délka  |
| ------ | ------------------------------- | ------ |
| 1.     | God is Crying                   | 8:06   |
| 2.     | Andalusia                       | 6:22   |
| 3.     | Solitude                        | 0:59   |
| 4.     | Littleworth Lane                | 3:47   |
| 5.     | Why                             | 7:08   |
| 6.     | Wind in the Trees               | 9:03   |
| 7.     | Always with Me, Always with You | 3:50   |
| 8.     | Big Bad Moon                    | 9:07   |
| 9.     | Crowd Chant                     | 3:44   |
| 10.    | Summer Song                     | 8:26   |
| 11.    | Two Sides to Every Story        | 4:14   |
| 12.    | The Golden Room                 | 7:19   |